# Der Rastelbinder
Der Rastelbinder är en operett med ett förspel och två akter med musik av Franz Lehár och libretto av Victor Léon. Den hade premiär den 20 december 1902 på Carltheater i Wien. Dirigent var Alexander von Zemlinsky och Victor Léon regisserade. En Rastelbinder är den österrikiska versionen av en kittelflickare. Detta var Lehars andra operett efter Wiener Frauen.

## Historia
Lehárs första stora teatersuccé handlar inte om några aristokrater utan om folk från Slovakien däribland den humoristiske judiske handelsresanden Pfefferkorn. Janku lämnar sin by vid tio års ålder för att bli lärling som kittelflickare. Innan han reser har han trolovats med sin barndomsvän Suza som är åtta år. Deras vägar korsas senare i Wien, där den 24-årige Janku nu är framgångsrik och förlovad med sin arbetsgivares dotter. Men Pfefferkorn hämtar Suza, ser till att hon får arbete och blir kär i soldaten Milosch. Tack vare Pfefferkorn ordnas alla missförstånd upp. I den slaviskklingande musiken återfinns de ännu populära sångerna 'Wenn zwei sich lieben' och Pfefferkorns 'Das ist einfache Rechnung'.
Svensk premiär med titeln Slovakerna i översättning av Ernst Wallmark på Östermalmsteatern i Stockholm den 18 november 1904.

## Personer

### Prolog
- Milosch Blacek, en rik bonde
- Milosch, hans 12-årige son
- Voitech, en kittelflickare (Rastelbinder)
- Babuschka, hans hustru
- Suza, deras 8-åriga dotter
- Janku, deras 12-åriga fosterbarn
- Wolf Bär Pfefferkorn, handelsresande
- Vaclawek, bonde
- Kropatschek, bonde
- Miloschs manliga och kvinnliga tjänare, bönder

### Personer i akt I och II
- Glöppler, kittelflickare
- Mizzi, hans dotter
- Schani/Janku, hans assistent
- Wolf Bär Pfefferkorn, handelsresande
- Suza, tjänarinna
- 2 korister på Ronacher
- Gisa, sångerska
- Lisa, sångerska
- Lori
- Flori
- Jumplowics, sergeant
- Baron Grobl, korpral
- Ritter v. Streckenberg, patrulledare
- Milosch, korpral
- En man
- Schweller, korpral
- En civilist
- Knopperl

## Handling

### Prolog: 12 år tidigare än Akt I i en slovakisk by näraTrenčíni dåvarande Ungern (Slovakien).
Den 12-årige Janku är fosterbarn till kittelflickaren Voitech. Han ska resa iväg för att lära sig faderns yrke. Enligt gammal sed blir han bortförlovad med deras dotter, den 8-åriga Suza, så att han inte ska stå utan fru när han återkommer. Hans avfärd är särskilt svårt för Suza, då hennes älskade broder måste starta sin färd utan pengar. Hon försöker tigga en silverpeng från den rike bonden Blacek, fadern till hennes lekkamrat Milosch, som naturligtvis inte behöver lämna sitt hem. När Blacek vägrar låna ut pengar får hon låna slanten av den judiske handelsresanden Wolf Bär Pfefferkorn trots att han själv är utfattig. 

### Akt I: Wien, i Glöpplers affär
Tolv år senare i Wien. Janku har tagit namnet Schani, bosatt sig i huvudstaden och förvandlats från en lärpojke till en hårt arbetande lärling som inte bara har hand om sin mästare Glöpplers affärer utan också förväntas ta över rörelsen. Mäster Glöppler har blivit politiker och vill göra karriär så fort som möjligt för att kunna pensionera sig från kittelflickararbetet. Hans dotter har förälskat sig i Janku och känslorna är besvarade. På deras förlovningsdag firar även Jankus vän Milosch sin avsked från militärtjänsten. Efter tre års tjänst vid Wiens Ulankasern skulle han vila återse sin slovakiska hemstad där hans käresta Suza ivrigt väntar på honom. Det visar sig vara samma Suza som Janku en gång blev bortförlovad med. I sin strävan att assimilera sig har han totalt glömt bort både henne och sin slovakiska bakgrund. Till och med hans nuvarande fästmö Mizzi har deklarerat att hon inte skulle vilja ha något att göra med en slovak! Janku ser sig själv som wienare. Allt förändras när Pfefferkorn plötsligt dyker upp med Suza. Inte bara Janku/Schani tvingas konfrontera sin barnförlovning - men även Suza. Hon älskar Milosch så mycket att hon ville komma till Wien bara för att få vara honom nära. Hon övertalade Pfefferkorn att hjälpa henne få arbete. Som tur är saknar Glöppler en tjänarinna och Pfefferkorn presenterar hennes om en sådan. Han inser att Suza vill se Janku lika mycket som han vill se henne. Men det unga paret är allt annat än entusiastiska. De minns inte varandra och önskar inte veta något om den andre. Pfefferkorn misstolkar de ungas ointresse som blyghet. Utan att veta vad han ställt till med försöker han lära Suza stadslivets seder och bruk.
Under en fest hos Glöppler visar det sig att Wolf Bär Pfefferkorn också är född i Wien och kan joddla! Men festen är tänkt som en förlovningsfest för Mizzi och Janku-Schani. Den joddlande Pfefferkorn blir förstummad då han fortfarande tror att de unga är förälskade i varandra. Till Schanis fasa tillkännager Pfefferkorn att Janku redan är förlovad med Suza. Milosch, Mizzi, och Glöppler blir chockerade. De till en början älskvärda wienarna förfasas över skammen och önskar inget hellre än att packet ger sig av.

### Akt II: I enulankasern.
Den besvikna Milosch har flytt till kasernen för att åter gå i tjänst. Han åtföljs av Janku och Pfefferkorn. Pfefferkonr försöker gottgöra vad han åstadkommit. Janku och Pfefferkorn blir avslöjade och misstas för reservsoldater. Pfefferkorn får sitt vackra hår klippt och försöker rida baklänges på en häst. Suza och Mizzi letar också efter Milosch i kasernen. De upptäcks och klär ut sig till soldater. Under tiden har Janku träffat på Milosch och förklarat allt för honom. Suza och Mizzi har också slutit fred. Barndomsförlovningen bryts i all välmening och så kan Janku och Milosch äntligen gifta sig med Mizzi och Suza.

## Musiknummer
- Ouvertyr

Prolog
- Introduktion - Kör/Milosch - Der Slovak
- Barnkör och duettino - Suza/Janku - Da kommen schon Rastelbinderbuben
- Pfefferkorns entrésång - A jeder Mensch, was handeln tut
- Final: - Also jetzt wird Adjes gesagt?
- Sång - Pfefferkorn - Das is a einfache Rechnung

Akt 1
- Introduktion - Mizzi/Janku - Ich danke sehr, ich danke sehr
- Duett - Janku/Milosch - Na, ich wünsch Dir alles Glück!
- Suzas entrésång - Ach endlich, endlich heut
- Minnesterzett - Pfefferkorn/Janku/Suza - Denkt's nur nach, denkt's nur nach
- Sång - Janku - Ich bin ein Wiener KInd
- Duettino - Suza, Milosch - Wenn zwei sich lieben
- Kadrilj - Pfefferkorn/Suza - Hauptsach is beim Ball nobles Benehmen
- Final - Guten Tag, Herr Onkel!
- Wienersång - Mizzi/Janku - Hast es net g'sehn
- Galopp - alla - Ihr Gesindel, so ein Schwindel

Akt 2
- Inledning med trumpetsignal
- Sång med kör - Die beiden Kameraden - Janku - Ein Infant'rist von Numm'ro vier
- Gavott - Suza/Mizzi - Die Männerkleider, ach, sie passen leider nicht
- Orkestermellanspel
- Slutsång - Suza/Janku/Pfefferkorn - Das is a einfache Rechnung